# Snail
Suzhou Snail Digital Technology Co., Ltd., conosciuto meglio come Snail, è una società cinese di videogiochi e un operatore di rete virtuale con sede a Suzhou, in Cina, con diverse filiali per tutto il mondo. La sua divisione, Snail USA, è responsabile di portare i prodotti Snail Games al pubblico in Nord America, Sud America ed Europa. Con un focus sui giochi online free-to-play, Snail Games agisce come sviluppatore ed editore di IP originali su più generi e canali di distribuzione, inclusi MMO (Massively Multiplayer Online), strategia in tempo reale (RTS) e giochi casuali. La sua base di utenti registrati a livello mondiale conta oltre 70 milioni di account. L'operazione statunitense ha anticipato il lancio del suo portale per il pubblico occidentale nel secondo trimestre del 2011, PlaySnail.com, per guidare e dimostrare i propri sforzi all'estero.

## Storia
Snail è stata fondata da Shi Hai a Suzhou, in Cina, ed è stata fondata con il nome di Suzhou Electronic Co., Ltd. nell'ottobre 2014. L'azienda è uno dei primi sviluppatori di giochi online in Cina. Con oltre 1.500 dipendenti, Snail ha una presenza globale, con uffici in Cina (Suzhou e Shanghai), Taiwan, Russia e Stati Uniti, e ha localizzato i suoi giochi in più di 20 lingue.
Snail Games ha ricevuto numerosi premi negli ultimi dieci anni, tra cui il "China Cultural Games Overseas Development Award" per 4 anni consecutivi, il "China Top 10 Game Provider" per 3 anni consecutivi e oltre 30 ulteriori prestigiosi premi da parte del governo, dell'industria, dei media e delle comunità di giocatori di tutto il mondo.

## Giochi
Il portfolio di Snail Games comprende diversi titoli, tra cui Dark and Light, Fear the Night, Voyage Century Online, Heroes of Gaia (Castle of Heroes), Ministry of War (Terra Militaris), Age of Wushu e PixARK.